# Jixiangornis
Jixiangornis je naziv roda prapovijesnih ptica iz rane krede. 
Kao i ptice koje su živjele kasnije, ova ptica imala je razvijen kljun, ali je imala izrazito dugačak rep, za razliku od modernih ptica. Rep joj se sastojao od oko 27 repnih kralješaca. Otkako su zubi postali prisutni kod nekih naprednijih kratkorepih ptica, čini se da joj se kljun počeo razvijati samostalno od modernih ptica. Dugi prednji udovi ukazuju na to da je mogla letjeti. Trenutno je poznata samo iz tipskog primjerka, a ne iz cijelog kostura. Fosil se sastojao od lubanje i lubanjskih kostiju. Fosil je nađen u geološkim formacijama Jixian blizu grada Beipiao na zapadu pokrajine Liaoning u Kini.
Tipska, i trenutno jedina vrsta Jixiangornis orientalis ("orijentalna ptica iz formacija Jixian") opisana je u studenom 2002. Ji et al. (2002.) smatra da je ova ptica bila sposobnija za jači let nego što su bili Archaeopteryx ili Shenzhouraptor. Njihovo filogenetsko stablo pokazuje da Jixiangornis tvori klad ("Euavialae") zajedno s kratkorepim pticama koje isključuju Archaeopteryxa i Shenzouraptora.